# Fernando de Sousa e Silva
Fernando de Sousa da Silva (Lisboa, 27 de Novembro ou 5 de Dezembro de 1712 – Lisboa, 7 ou 11 de Abril de 1786) foi o quarto Patriarca de Lisboa com o nome de D. Fernando I, função para que foi eleito em Dezembro de 1776, embora só tenha sido sagrado em 30 de Maio de 1779. Foi feito cardeal pelo Papa Pio VI no consistório secreto realizado no 1.º de Janeiro de 1778.

## Biografia
Foi o sexto dos trinta e dois filhos e filhas de Aleixo de Sousa da Silva e Meneses, 2.º Conde de Santiago de Beduído, e de sua mulher D. Leonor Maria de Menezes e irmão do 3.º e 4.º Condes de Santiago de Beduído. Era descendente directo de D. Vasco da Gama, do Conde de Vimioso D. Francisco de Portugal, do Conde de Ourém D. Afonso e, por conseguinte, também do 1.° Duque de Bragança, D. Afonso I. Estudou na Faculdade de Cânones da  Universidade de Coimbra, onde obteve uma licenciatura em Direito Canônico. Recebeu as insígnias de caráter clerical em 13 de Abril de 1721, as Ordens menores em 17 de Setembro de 1734 e a diaconia em 20 de Dezembro de 1738.

## Vida religiosa
Ordenado padre em 1 de Maio de 1739, foi nomeado Primarius principalis do Patriarcado de Lisboa em 31 de Julho de 1755. Foi nomeado vigário capitular de Lisboa por sugestão do marquês de Pombal, primeiro-ministro de Portugal, dois dias depois da morte do Cardeal Francisco de Saldanha da Gama, patriarca de Lisboa, em 1 de Novembro de 1776. Ele fixou a sua residência no Palácio da Junqueira, em Lisboa.
Foi criado cardeal-presbítero no consistório de 1 de Junho de 1778, por um breve apostólico de 11 de Setembro o papa enviou-lhe o barrete cardinalício com ablegato apostólico Mons. Francesco Serlupi, par-camareiro supranumerário, pois ele nunca foi a Roma para receber o barrete e o seu respectivo título. Foi nomeado patriarca de Lisboa por Dona Maria I de Portugal em 14 de Agosto de 1778.
Eleito quarto patriarca de Lisboa em 1 de Março de 1779, no mesmo dia ele recebeu o pálio. Ele escreveu sua primeira carta pastoral aos fiéis de Lisboa, em 2 de Abril, confessando a sua resistência a aceitar a nomeação e da inquietação que o feriu na percepção de que seria inútil recusar.
Foi consagrado em 30 de Maio de 1779, na capela do Palácio da Junqueira. Ele fez a entrada solene na cidade no mês de junho seguinte. Em 1779, ele instituiu a festa do Sagrado Coração de Jesus, uma devoção particular da rainha Maria I. Ele obteve da rainha Maria I a fundação do Seminário de Santarém, na antiga casa dos jesuítas e da igreja de Nossa Senhora da Conceição, em 20 de Janeiro de 1780. Também em 1780, ele redistribuiu as freguesias de Lisboa, uma medida necessária após o devastador terramoto de 1755, e em 1781, ele publicou os novos estatutos para o patriarcado. Em 1783, ele concedeu licença para quatro freiras do mosteiro do Louriçal para se tornarem os membros fundadores do Convento do Desagravo do Santíssimo Sacramento, no Campo de Santa Clara, criado pela Infanta Maria Ana, em 1766. Em 14 de Março de 1785, ele escreveu sua última carta pastoral dedicada principalmente à regulamentação do trabalho feito aos domingos e feriados.
Faleceu em 11 de Abril de 1786, às 7 horas, de uma apoplexia, em Lisboa. Sepultado, segundo a sua vontade, na Igreja de Belém, no Mosteiro dos Jerónimos, em Lisboa, sem qualquer formalidade. Ele foi enterrado ao lado de seu predecessor, o Cardeal Francisco de Saldanha da Gama.